# Palais des atamans Efremov
Le palais des atamans Efremov est un monument de l'architecture civile du XVIIIe siècle qui se situe dans le village de Starotcherkasskaïa. Le bâtiment a été construit en 1761 dans le domaine Efremov et a servi de domaine familial des atamans du Don. C'est un objet patrimonial culturel de Russie d'importance fédérale

## Description
Le façade du palais des atamans est de style classique. Son architecture est semblable aux palais de l'époque qui se trouvent à Moscou ou à Saint-Pétersbourg. Son fronton est triangulaire est soutenu de quatre semis-colonnes lisses. Les fenêtres de l'étage inférieur sont de petite taille, de forme aplatie. Les fenêtres du deuxième étage sont plus grandes, plus légères, encadrées par un cadre fin.

## Histoire

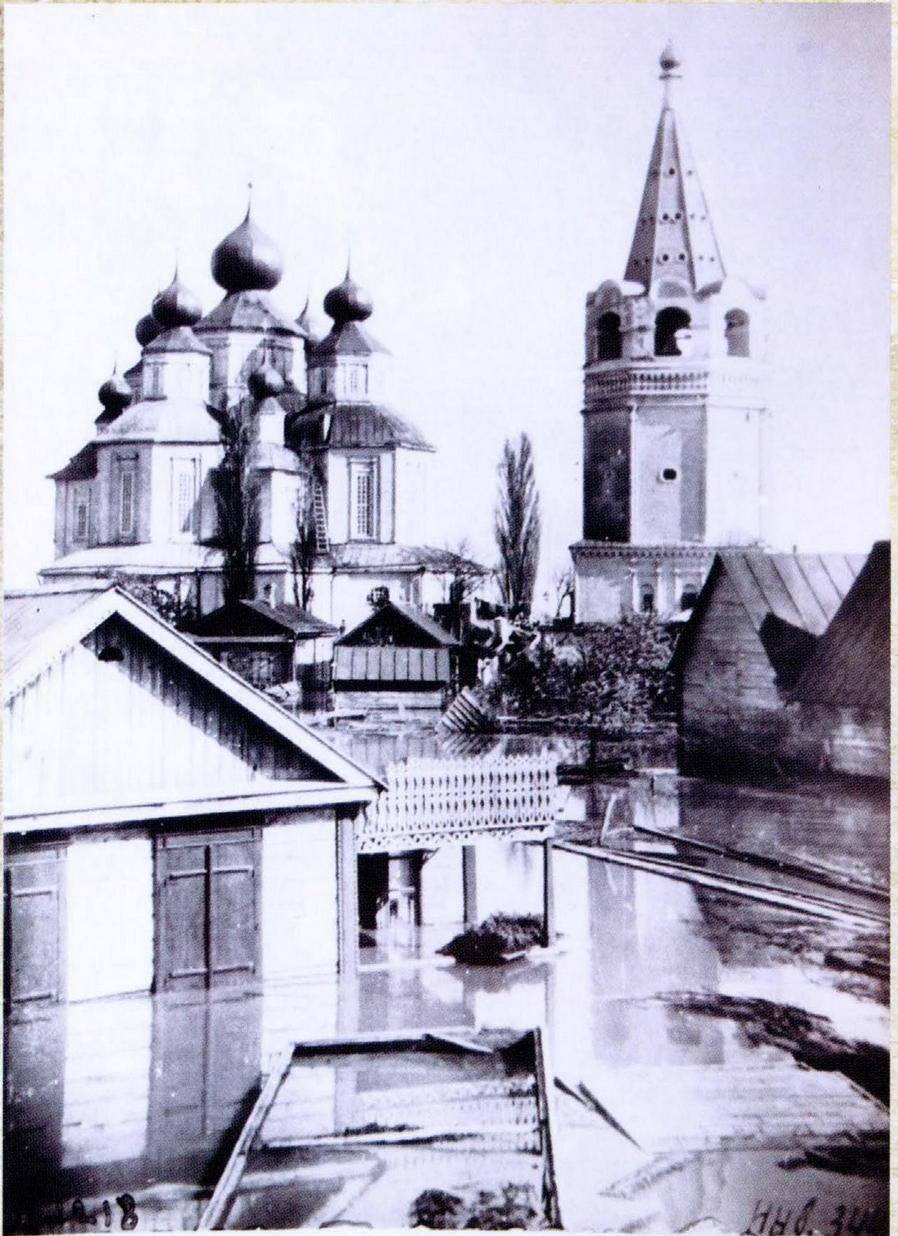
L'église du monastère Efremov, fin XIX.

La famille cosaque Efremov était l'une des plus distinguées et des plus riches du Don. L'histoire de la famille remonte au fils du marchand de Moscou Ephraim Petrov, qui en 1670, a déménagé à Tcherkassk (aujourd'hui Starotcherkasskaïa) pour s'engager dans le commerce pour ensuite devenir maître des lieux. En 1756-1761, les Efremov construisirent une église sur leur territoire qui ressemble à celle de la Laure des Grottes de Kiev. de nos jours tout le territoire est devenu un musée, y compris les lieux de culte qui se trouvent sur ce territoire,.

## Le musée

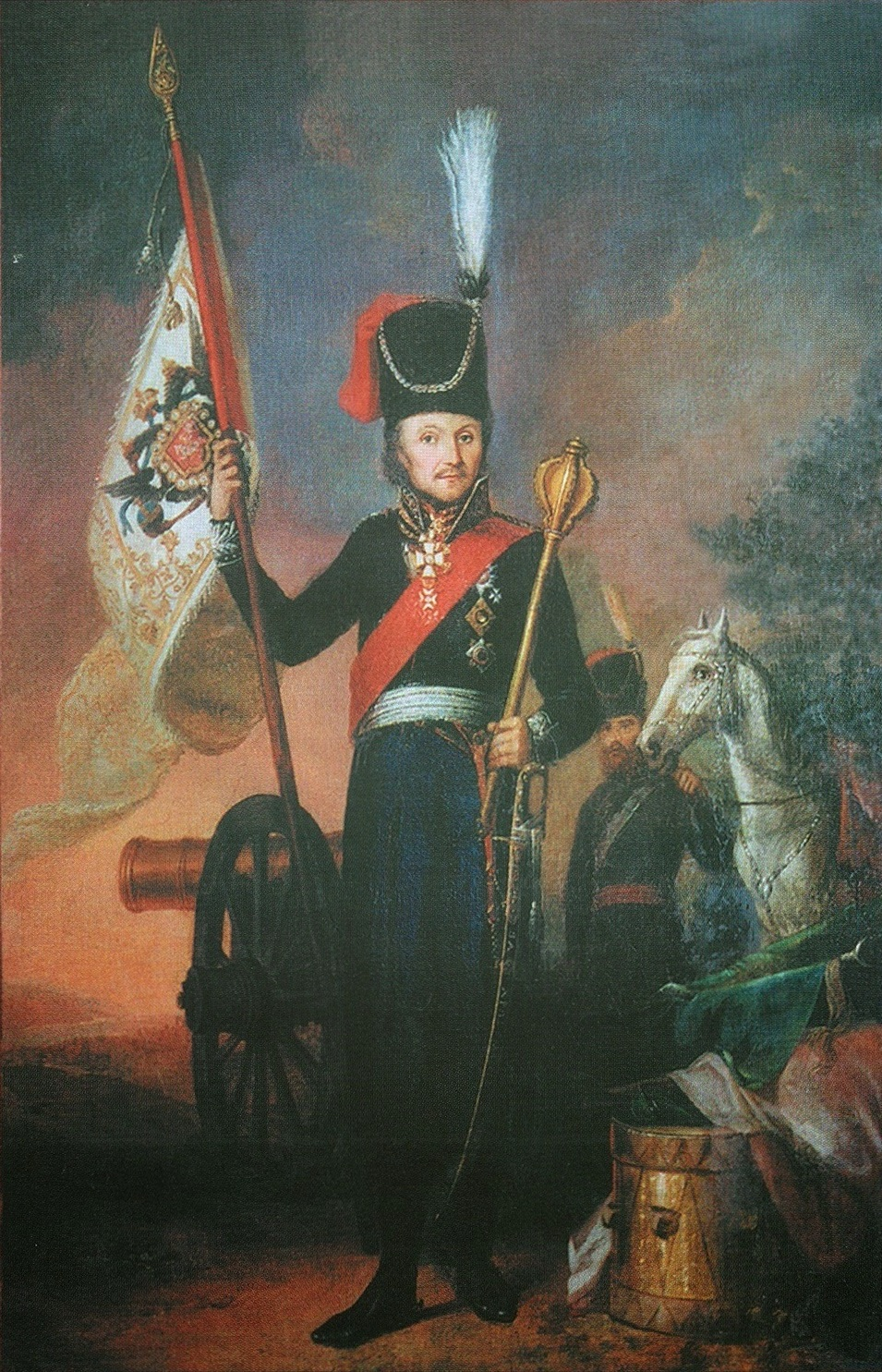
Matveï Platov,
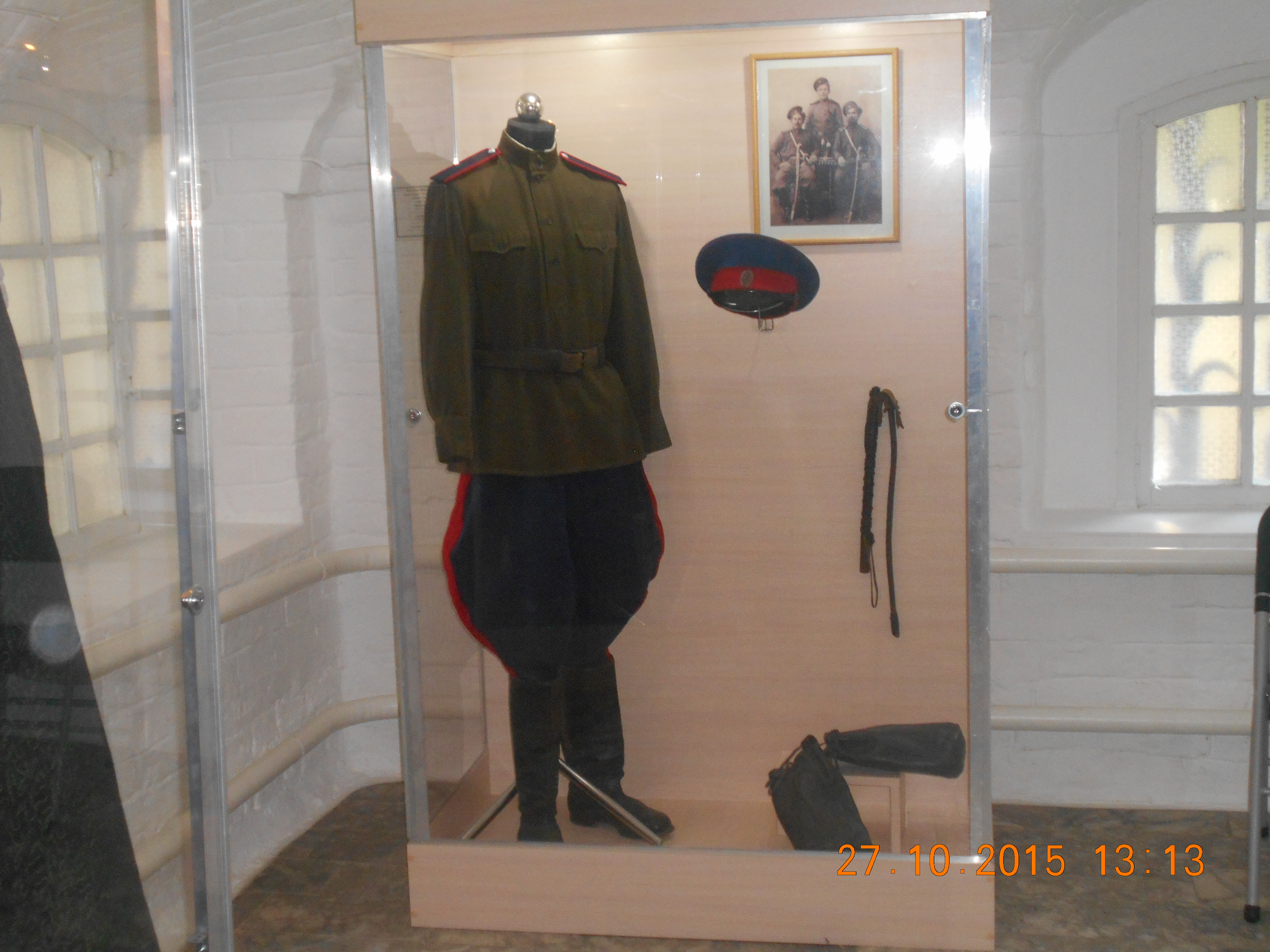
uniforme,
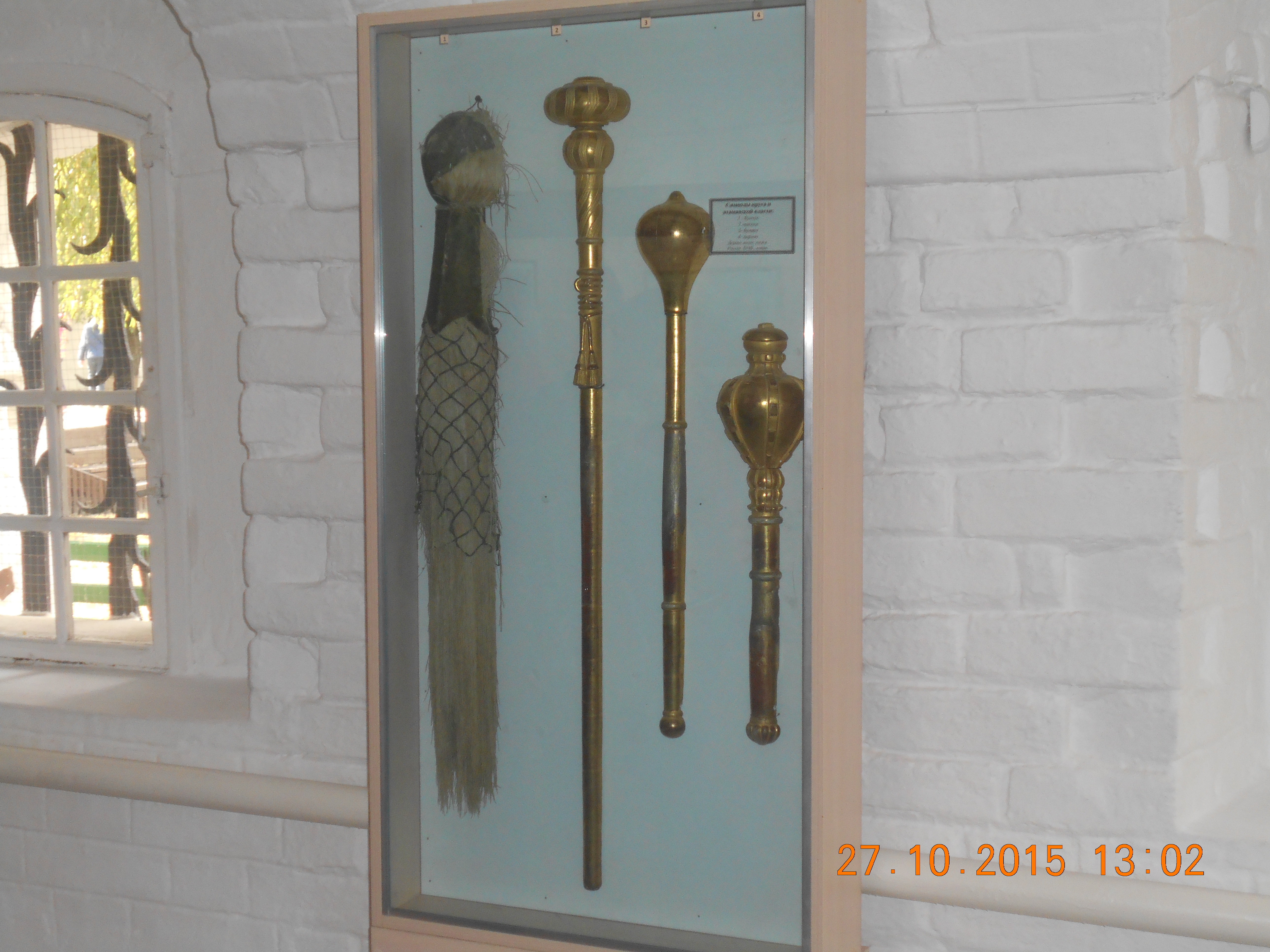
armes.